# Guilherme Coutinho
Guilherme Coutinho Jorge (Belém do Pará, 20 de abril de 1942 - 20 de agosto de 1983) foi um arranjador, cantor, compositor e pianista brasileiro.

## Biografia
Guilherme Coutinho começou a tocar aos cinco anos de idade e, aos dezessete, já integrava "Os Mocorongos" e "Os Iguanos", em ambos como amador. Mas logo tornou-se líder de grupo, tocando em diversas casas noturnas de Belém (PA), até que se fixou na Assembléia Paraense, morada por mais de 15 anos. Era um músico que tocava para a alta sociedade, era um empresário que tinha os melhores instrumentos, além de sempre fazer arranjo próprio para as músicas. Sua formação preferida era de piano, baixo e bateria, além de cantor. Mas, durante algum tempo, chegou a utilizar gravador como playback para dar maior textura sonora.
A primeira apresentação foi no Pinheirense em Icoaraci. Corriam os anos 70, auge dos clubes em Belém, como o Tuna, Iate Clube e a Assembleia Paraense.
No carnaval, lá estava Guilherme à frente de seu conjunto, acrescido de ritmistas e seção de metais, tocando não somente os grandes êxitos, mas apoiando compositores locais. Foi diretor musical do primeiro show profissional de Leila Pinheiro, no Teatro da Paz. Em sua carreira, lançou três discos: "Guilherme Coutinho e a Curtição", "Procura-se" e "Guilherme Coutinho e o Grupo Stalo".
Os dois últimos shows de Guilherme ocorreram em uma sexta-feira, 19 de agosto de 1983, no Theatro da Paz, pelo Projeto Pixinguinha e na antiga boate Gemini Blues. Na manhã do sábado, 20 de agosto, Guilherme Coutinho morreu vítima de um ataque cardíaco.

## Discografia
Guilherme Coutinho e a Curtição
- Produção de Codil Comercial de Discos Ltda.
- Estúdio: Haway.
- Técnicos: Deraldo Oliveira e Thodidio José.
- Corte: lel.
- Direção : Stockler Moraes.
- Músicos: Guilherme Coutinho, Walter Bandeira, Tangerina e Fernando.

Procura-se
- 1971.
- Produtor: Gravação Chanceler Ltda.
- Arranjos e direção: Guilherme Coutinho.
- Assistente de estúdio: Espedito de Carvalho.
- Estúdio: RCA Victor.
- Layout: Suzuki.
- Músicos: Guilherme Coutinho e Fernando.

Guilherme Coutinho e o Grupo Stalo

## Músicas
- Bar do Parque (Guilherme Coutinho)
- Belo Kid (Guilherme Coutinho)
- Cobrindo o Sol (Guilherme Coutinho & Luiz Otávio Barata)
- Curtição (Guilherme Coutinho & Walter Bandeira)
- Crepúsculo (Guilherme Coutinho)
- Estuário (Guilherme Coutinho & Walter Bandeira)
- Falência (Guilherme Coutinho)
- Me ver em você (Guilherme Coutinho & Walter Bandeira)
- Nem ir (Guilherme Coutinho & Walter Bandeira)
- Papa Jimmy (Guilherme Coutinho)
- Saravá Babalorixá (Guilherme Coutinho)
- Sonho de chegar (Guilherme Coutinho & Luiz Otávio Barata)
- Tributo a mim mesmo (Guilherme Coutinho)
- Ué? (Guilherme Coutinho & Walter Bandeira)
- Vai lá (Guilherme Coutinho)
- Vira brôto (Guilherme Coutinho)